# Черноусый травяной усач
Черноусый травяной усач (лат. Phytoecia nigricornis) — вид жесткокрылых из семейства усачей.

## Распространение
Распространён в Европе, на Кавказе и в России.

## Описание
Жук длиной от 6 до 12 мм. Время лёта мая по июль.

## Развитие
Жизненный цикл вида длится год. Кормовыми растениями являются: пижма (Tanacetum), полынь (Artemisia), золотарник (Solidago) и хризантема (Chrysanthemum).

## Вариации
- Phytoecia nigricornis var. julii Mulsant, 1863